# Synchlora trujilloi
Synchlora trujilloi är en fjärilsart som beskrevs av Louis Beethoven Prout 1932. Synchlora trujilloi ingår i släktet Synchlora och familjen mätare. Inga underarter finns listade i Catalogue of Life.